# Ōshio (1937)
El Ōshio (大潮 gran marea?) fue el segundo destructor de la clase Asashio. Sirvió en la Armada Imperial Japonesa durante la Segunda Guerra Mundial. 

## Historia
El 20 de febrero de 1943, regresando de una misión de transporte en Wewak, el Ōshio fue torpedeado por el submarino estadounidense USS Albacore, quedando inutilizado. Su gemelo Arashio intentó remolcarlo, pero los daños estructurales eran demasiado graves, y la quilla del Ōshio acabó combándose, lo que conllevó el hundimiento del destructor 130 kilómetros al noroeste de la isla Manus, en la posición (00°50′S 146°06′E / -0.833, 146.100). Tan sólo ocho marineros perecieron en el ataque.